# Petracola
Petracola is een geslacht van hagedissen uit de familie Gymnophthalmidae.
De groep werd voor het eerst wetenschappelijk beschreven door Tiffany M. Doan en Todd Adam Castoe in 2005. Er zijn vier soorten, inclusief de pas in 2015 wetenschappelijk beschreven soort Petracola angustisoma. Alle soorten komen voor in delen van Zuid-Amerika en leven endemisch in Peru.

## Soortenlijst
| Soorten uit het geslacht Petracola | Soorten uit het geslacht Petracola                        | Soorten uit het geslacht Petracola |
| ---------------------------------- | --------------------------------------------------------- | ---------------------------------- |
| Naam                               | Auteur                                                    | Verspreidingsgebied                |
| Petracola angustisoma              | Echevarría & Venegas, 2015                                | Zuidoostelijk Peru (Bongará)       |
| Petracola labioocularis            | Köhler & Lehr, 2004                                       | Centraal Peru (Huánuco)            |
| Petracola ventrimaculatus          | Boulenger, 1900                                           | Noordelijk Peru                    |
| Petracola waka                     | Kizirian, Bayefsky-Anand, Eriksson, Minh & Donnelly, 2008 | Noordelijk Peru                    |